# برانیشوف (ناحیه چسکه بودیوویتسه)
برانیشوف (به چکی: Branišov) یک منطقهٔ مسکونی در جمهوری چک است که در شهرستان چسکه بودیوویتسه واقع شده‌است. برانیشوف ۵٫۱۸ کیلومتر مربع مساحت و ۲۲۲ نفر جمعیت دارد و ۴۰۹ متر بالاتر از سطح دریا واقع شده‌است.